# Miquela Valls i Robinson
Miquela Valls i Robinson (Perpinyà, 1945) és una professora, escriptora, crítica literària i acadèmica nord-catalana.
Professora de Lletres modernes al Liceu de Rouvroy i després a Portvendres des de 1967 i agregada el 1972, durant la dècada dels setanta fou pionera en l'ensenyament del català a les escoles de la Catalunya Nord. Ha estat professora de llengua i literatura catalanes a la Universitat de Perpinyà fins 2006. Alhora, és presidenta emèrita de l'Associació per a l'ensenyament del català (APLEC), de la que en fou membre fundador en 1983. S'ha especialitzat en l'obra dels escriptors Josep Sebastià Pons, Simona Gay i Pau Berga i ha traduït del francès al català les obres històriques El Rosselló de cara a la Revolució Francesa, de Michel Brunet (1989), Sureda… fa temps, de Geroni i Francesc Margail (1986), i Els meus avantpassats, de Michel Ridray (1977). En 1990 va rebre un dels Premis d'Actuació Cívica de la Fundació Lluís Carulla per la seva militància lingüística a favor del català a la Catalunya del Nord. En 2004 va rebre el Premi Joan Blanca amb Patrick Gifreu per la retolació bilingüe dels carrers de Perpinyà.
Des del 2011 és membre de la secció de filosofia i ciències de l'Institut d'Estudis Catalans.